# Artă arabă
Prin termenul de „artă arabă” se înțeleg artele dezvoltate pe teritoriul țărilor arabe. Deși majoritatea oamenilor, atunci când aud termnul de „artă arabă”, se gândesc la arta islamică de pe teritoriul țărilor arabe, termenul se referă și la arta preislamică.

## Omeyazii și arta palațială
Dinastia califilor omeyazi ocupă tronul între 661 și 750 e.n., după care sunt înlăturați de Abbasizi, care mută capitala de la  Damasc la Bagdad. Refugiați în sudul Spaniei, Omeyazii creează Califatul de Cordoba (756-1031).
În afara palatelor de la Damasc, suveranii omeyazi construiesc numeroase castele de vânătoare, ca de exemplu Kousayr Amra în Iordania, Rousafa în Siria, cu un interior decorat cu stucaturi, picturi și mozaicuri; Kousayr, construit între 711 și 715 în gresie roșie, este decorat cu fresce viu colorate. Cel care redă cel mai bine somptuozitatea arhitecturii omeyade este palatul palestinian Khirbat-Al-Mafdjir. Rezidența este înconjurată de o curte cu arcade, conținând totodată o moschee și un hammam. Interiorul este decorat printr-o alternanță de statui în piatră și mozaicuri.

## Abbasizii
Descendenții lui Abbas, unchiul evlavios al lui Mahomed, făceau de multă vreme opoziție omeyazilor, acuzându-i de impietate pentru că nu aparțineau sectei hașemite. Revolta contra Omeyazilor începe în anul 747. Aceștia sunt înfrânți definitiv în anul 750. Începând din anul 754, califul Al-Mansur organizează noul stat și înăbușă orice tentativă de rebeliune contra autorității sale.
Sub Abbasizi, artele cunosc o renaștere importantă datorată deplasării centrului califatului din Siria în Irak. Orientalizarea este perceptibilă prin gustul pronunțat pentru stilizarea personajelor și prin palatele cu multiple arcade, ornate cu nișe.
Pătrunderea artei Tang înseamnă pentru ceramica abbasidă o nouă epocă, cea a ceramicii lustruite. Această varietate particulară de ceramică se bazează pe o tehnică dezvoltată la Bagdad și Samara: lutul ars este acoperit cu un strat metalizat , aplicându-i-se un nou tratament termic. Obiectul final prezintă în acest fel reflexe irizante, culorile mergând de la auriu la purpuriu.
Între anii 750 și 800, stilul decorativ deviază spre inscripțiile lucrate sub formă de benzi , ele anunțând viitoarele arabescuri . Textele sunt mai ales Sure din Coran.
Perioada clasică a literaturii abbaside este cea a secolelor VIII-XI . Viața religioasă , gândurile lui Mahomed sunt reflectate de scrierile în araba literară (diferită de limba vorbită) și de poezia de dragoste. Acum ia naștere maqana,  ce alternează povestiri și versuri, anecdote spirituale. Poveștile și legendele sunt numeroase și foarte apreciate de public: Alf laila ua laila ( O mie și una de nopți ) cunoaște un succes imens și multiplele ei variante se vor îmbogăți între secolele X și XX.

## Cordoba, centrul Spaniei musulmane
Între anii 755 și 759, omeyadul Abd ar-Rahman creează în sudul Spaniei, prin cucerire, un nou stat cu capitala la Cordoba. Adoptă titlul de emir. Devenită rapid un mare centru intelectual, cetatea atrage gânditori, poeți și artiști. Ea le oferă cea mai mare bibliotecă a eadadapocii, cu un număr de aproximativ 40.000 de volume, adevărată punte între culturile Orientului și Occidentului.
Marea Moschee începută în 786 va fi terminată abia în secolul al X-lea, suferind modificări succesive. Ea este în întregime realizată din cărămizi roșii și calcar alb.
Spre mijlocul secolului al X-lea, în apropierea Cordobei,se construiește palatul "Medinat al-Zahra", ce cuprindea o moschee, grădini, vii și clădiri destinate haremului.